# 정토론주
《정토론주(淨土論註)》는 정확하게는 《무량수경 우바제사 원생게 주(無量壽經優婆提舍願生偈註)》라 하며, 약해서 《무량수경론주(無量壽經論註)》·《왕생론주(往生論註)》·《논주(論註)》라고도 한다.
위말(魏末) 북제(北齊)에 있어서의 중국 정토교학의 선구자인 담란(曇鸞: 476~542)의 만년의 저작이라고 하며, 인도의 유식교학(唯識敎學)을 대성한 세친(世親)의 《무량수경 우바제사 원생게(無量壽經優提舍願生偈)》, 즉 《정토론》에 대한 주석서이다.

## 구성 및 내용
상하 2권으로 되어 있다.
상권 서두에는 용수(龍樹)의 《십주비바사론(十住毘婆沙論)》의 〈이행품(易行品)〉에서의 난이2도(難易二道)의 설을 인용하고, 본론(本論)이야말로 이행도(易行道)의 극치(極致)라고 찬양하고 있다.
상권 마지막에 있는 "널리 여러 중생과 함께 안락국(安樂國)에 왕생(往生)하리라"고 한 곳을 주석하는 데 있어서는 《대경(大經)》이나 《관경(觀經)》 등에 의하여 10악 5역(十惡五逆)의 악인이라도 10념(十念)으로 왕생(往生)할 수 있다 하였고, 이행도와 악인왕생(惡人往生)을 역설하였다.
하권에서는 이행도를 위한 실천도(實踐道)로서 타력청정(他力淸淨)의 정신(正信)을 강조하였고, 마지막으로 자리이타만족(自利利他滿足)의 곳에선 신불(信佛)의 인연에 의한 정토왕생(淨土往生)의 실천이 고타마 붓다의 가르침에 합당하다는 것을 《대경(大經)》의 48원(願) 중 특히 제11원 · 제18원 · 제22원의 3원(三願)으로 나타내고 있다.

## 참고 문헌
- 이 문서에는 다음커뮤니케이션(현 카카오)에서 GFDL 또는 CC-SA 라이선스로 배포한 글로벌 세계대백과사전의 내용을 기초로 작성된 글이 포함되어 있습니다.